# Mallige Madugu, Manvi
Mallige Madugu là một làng thuộc tehsil Manvi, huyện Raichur, bang Karnataka, Ấn Độ.